# 幼馴染の異常可愛い妹ちゃん
『幼馴染の異常可愛い妹ちゃん』（おさななじみのいじょうかわいいいもうとちゃん）は、冬島暮による日本の漫画作品。『ストーリアダッシュ』（竹書房）にて2023年8月4日から2025年1月24日まで連載された。

## あらすじ
親友の妹・瑞希に恋するギャル・柳。しかし、瑞希の“激重シスコン”な裏の顔を知ってしまい…!? 恋と秘密が交錯する、暴走系百合ラブコメディ開幕！。

## 登場キャラクター
花雪 柳（はなゆき やなぎ）
気さくで明るく誰からも好かれるギャル。恋愛には奥手だが、親友の妹・瑞希に密かに恋心を抱いている。
加瀬 瑞希（かせ みずき）
清楚で成績優秀な完璧女子。でもその実態は、姉への愛が重すぎるシスコン。
加瀬 桃（かせ もも）
柳の親友で瑞希の姉。

## 書誌情報
- 冬島暮 『幼馴染の異常可愛い妹ちゃん』 竹書房〈バンブーコミックス〉、全3巻
  1. 2024年5月16日発売[5]、ISBN 978-4-8019-8314-4
  2. 2024年8月17日発売[6]、ISBN 978-4-8019-8387-8
  3. 2025年2月17日発売[7]、ISBN 978-4-8019-8565-0